# شوفاژ
شوفاژ (به فرانسوی: Chauffage) به معنای گرمایش است و معمولا در زبان فارسی به سامانه گرمایش مرکزی اشاره دارد.

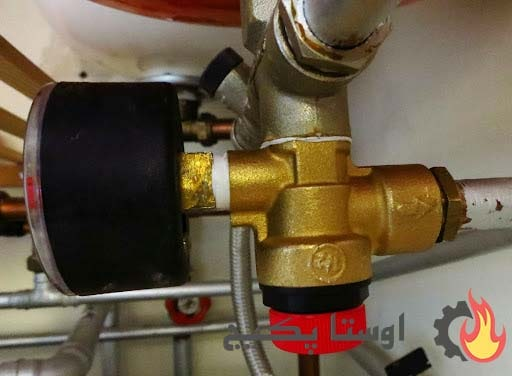

شیر اطمینان پکیج : یکی از قطعات حساس و اصلی در تمامی پکیجهای دیواری و زمینی می‌باشد که به دلیل حساسیتی که نسبت به تغییرات فشار و دما از خود نشان می‌دهد، موجب تنظیم فشار در مدار اولیه پکیج (مدار گرمایش) و حفظ و کنترل آن در کمتر از 3 بار می‌شود. به همین علت نام دیگر شیر اطمینان پکیج، شیر 3 بار می‌باشد